# Two of Us (Louis Tomlinson)
Two of Us è un singolo del cantante britannico Louis Tomlinson, pubblicato il 7 marzo 2019 come primo estratto dal suo album di debutto, Walls.
Il brano ha vinto il Teen Choice Awards al miglior singolo di un artista maschile nell'edizione del 2019.

## Pubblicazione
Pubblicato come primo singolo dall'album di debutto da solista di Louis Tomlinson, ossia Walls (pubblicato il 31 gennaio 2020), il brano è stato reso disponibile sulle principali piattaforme digitali e streaming il 7 marzo 2019. Lo stesso giorno è stato inoltre pubblicato un primo video sulla piattaforma YouTube, seguito dal videoclip ufficiale il successivo 16 maggio.

## Descrizione
Tematica centrale del brano è il rapporto con la perdita di una persona cara, il cui ricordo rimane vivo anche dopo la scomparsa. La struttura del testo richiama il percorso che si compie come reazione alla morte di un amico o un familiare, partendo dallo sconforto iniziale fino ad arrivare alla consapevolezza di dover andare avanti, senza dimenticare il caro defunto. Si tratta di una traccia molto personale per l'artista in quanto relativa alla morte della madre, Johannah Deakin, avvenuta nel 2016 a causa della leucemia.
Il testo è stato scritto da Tomlinson stesso insieme a Bryn Cristopher, Andrew Jackson e Duck Blackwell (anche co-produttore del singolo).